# Charles du Bus de Warnaffe
Charles Paul Marie Léon burggraaf du Bus de Warnaffe (Brussel, 16 september 1894 - 23 oktober 1965) was een Belgisch politicus en minister voor de Katholieke Partij.

## Levensloop
Du Bus promoveerde tot doctor in de rechten aan de Katholieke Universiteit Leuven. Hij was van 1928 tot 1937 gemeenteraadslid en van 1932 tot 1934 schepen in Brussel.
Hij was van 1934 tot 1961 lid van de Kamer van volksvertegenwoordigers voor de Katholieke Partij en de CVP voor het arrondissement Brussel. Van 1944 tot 1945 was hij secretaris van de Kamer en in 1951 was hij voor korte tijd voorzitter van de Kamer. Van 1957 tot 1961 was hij daarnaast ook lid van de Raadgevende Interparlementaire Beneluxraad.
Sinds 1932 was hij eveneens secretaris-generaal van  het Nationaal Comité van het Vrij Onderwijs en in de periode van de schoolstrijd was hij voorzitter van het Nationaal Comité voor Vrijheid en Democratie, dat de acties coördineerde tegen de schoolwetten van de regering Van Acker. Hij publiceerde vooral over het vrij onderwijs.
Du Bus was bovendien van 1934 tot 1935 minister van Vervoer en PTT, van 1935 tot 1936 minister van Binnenlandse Zaken en van 1937 tot 1938 en van 1952 tot 1954 minister van Justitie. Op 5 april 1963 werd Charles du Bus de Warnaffe benoemd tot minister van Staat. Als minister van Vervoer en PTT probeerde hij via een administratieve richtlijn tweetaligheid terug in te voeren, wat in strijd was met de taalwet van 1932 inzake bestuurszaken, en in 1935 ontsloeg hij de Vlaamsgezinde componist Arthur Meulemans als dirigent van de NIR. Omdat beide maatregelen op hevig verzet konden rekenen in Vlaanderen, moest Du Bus de Warnaffe uiteindelijk inbinden.
Hij was in 1921 getrouwd met Geneviève de Halleux (1892-1969) en ze kregen zeven kinderen.